# مارك سومرز
مارك سومرز (بالإنجليزية: Marc Somers)‏ ولد بتاريخ 28 يونيو 1961 في بلجيكا، هو دراج بلجيكي سابق.

## روابط خارجية
- مارك سومرز على موقع أرشيف الدراجات (الإنجليزية)
- مارك سومرز على موقع إحصائيات الدراجات الإحترافية (الإنجليزية)